# DR P5
DR P5 ist ein öffentlich-rechtlicher dänischer Radiosender.
Es ist der fünfte öffentlich-rechtliche Radiosender Dänemarks. Der Sender ist ein Hörfunkprogramm für „reifere Zuhörer“ und sendet vorzugsweise Oldies und dänische Tophits.

## Empfang
DR P5 ist ein reiner Digitalkanal und wird ausschließlich als Webstream und landesweit via DAB+ verbreitet, es ersetzte am 2. November 2009 den Kanal P4 Danmark.